# Page 3
Page 3 – wielokrotnie nagrodzony dramat bollywoodzki z 2005 roku wyreżyserowany przez Madhur Bhandarkara, autora Corporate i Chandni Bar. W rolach głównych Konkona Sen Sharma i Atul Kulkarni.

## Fabuła
Madhavi Sherma (Konkona Sen Sharma) przyjeżdża z Bengaluru do Mumbaju, by znaleźć pracę jako dziennikarka. Mieszkając z marzącą o poślubieniu milionera stewardesą Pearl (Sandhya Mridul) zaczyna pracować dla mumbajskiej gazety. Pisze relacje z przyjęć, umieszczane na trzeciej stronie pisma (tzw. "Page 3") poświęconej plotkom o "wielkich tego świata".: kto z kim, kiedy, gdzie. Każdy wieczór Madhavi spędza w huku muzyki, blasku świateł, wśród obwieszonych klejnotami ludzi z maskami sukcesu na twarzach. Ranki poświęca na opisanie tych przyjęć. Znaleźć się na "trzeciej stronie", być wspomnianym obok innych sławnych i bogatych to szczyt marzeń ludzi budujących swoją karierę. Można wykreować siebie płacąc za to gazecie. Madhavi jest zadowolona. Dobrze zarabia. Obraca się wśród ludzi o znajomość, z którymi wielu zabiega. Ludzie się do niej uśmiechają. Pracując czuje się kobietą niezależną. Ale pewnego dnia skonfrontowana z prawdziwym życiem, z czyimś dramatem, bólem, z czyjąś obłudą, Madhavi ma dość. U boku walczącego o sprawiedliwość społeczną Vinayaka (Atul Kulkarni) próbuje się odnaleźć w dziennikarstwie, które nie jest rozrywką nadmuchującą ego możnych tego świata, ale szukaniem prawdy, obroną skrzywdzonych, budzeniem sumień.

## Obsada
- Konkona Sen Sharma – Madhvi Sharma
- Atul Kulkarni – Vinayak Mane
- Sandhya Mridul – Pearl Sequiera
- Tara Sharma – Gayatri Sachdeva
- Anju Mahendru – Ritu Bajaj
- Boman Irani – Deepak Suri
- Bikram Saluja – Rohit Kumar
- Nasser Abdullah – Romesh Thapar

## Muzyka i piosenki
Autorem muzyki i piosenek jest Shamir Tandon:
1. Filmy Very Filmy
2. Jhoot Boliyan
3. Kitne Ajeeb - Female
4. Kitne Ajeeb - Male
5. Kitne Ajeeb - Sad
6. Mere Wajood - Male
7. Mere Wajood - Female
8. Red Blooded Woman
9. Yahaan Zindagi